# Dat Do (district)
Đất Đỏ is een district in de Vietnamese provincie Bà Rịa-Vũng Tàu.
De oppervlakte van het district bedraagt 190 km² en heeft ruim 64.000 inwoners. De hoofdplaats van het district is Đất Đỏ.